# Jämjö
Jämjö er en by i Karlskrona kommun i Blekinge län, Sverige. Den har 2.674 (2023) indbyggere. I 2010 havde byen 2.578 indbyggere.
Jämjö ligger ved E22, mellem Malmö og Kalmar. Byen har både et vandtårn som ses  fra vejen og en kirke.

## Historie
Ved 1900-tallets begyndelse var Jämjö en kirkeby med småindustri i form af en  stivelsesfabrik, mejeri og cementfabrik. Jernbanen, som blev anlagt i 1899, havde stor betydning for byens udvikling. Sporet gik mellem Karlskrona og Torsås med stop i Jämjö. Der var sidespor til cement- og stivelsesfabrikken i byen. Jernbanen  eksisterede til 1965, hvor den blev nedlagt. Jernbanestationen, som var opført i 1899, blev nedrevet i 1981.